# Pleseck
Pleseck (in russo Плесецк?) è una città situata nella Russia europea, nell'Oblast' di Arcangelo, più precisamente nel Pleseckij rajon. Nelle vicinanze della cittadina si trova il Cosmodromo di Pleseck.